# Peter Wikström
Peter Wikström, né le 4 janvier 1977 à Piteå, est un joueur de tennis en fauteuil professionnel suédois.
Associé à son compatriote Stefan Olsson, il a remporté une médaille d'argent aux Jeux paralympiques d'été de 2008 à Pékin en battant les favoris Shingo Kunieda et Satoshi Saida en demi-finale ; et une médaille d'or à Londres en 2012 en éliminant les deux paires françaises dont les n°1 Stéphane Houdet et Michaël Jeremiasz. Toujours avec Olsson, il a remporté en 2008 le Masters de double et les championnats du monde par équipe.

## Palmarès

### Jeux paralympiques
- médaillé d'argent en double messieurs en 2008 avec Stefan Olsson
- médaillé d'or en double messieurs en 2012 avec Stefan Olsson

### Masters

#### Victoires au Masters en double (1)
| Année | Lieu    | Partenaire    | Finalistes                     | Résultat      |
| ----- | ------- | ------------- | ------------------------------ | ------------- |
| 2008  | Bergame | Stefan Olsson | Maikel Scheffers / Ronald Vink | 6-4, 2-6, 7-5 |